# Eitel Fridrich Hohenzollern-Sigmaringenský
Eitel Fridrich kardinál von Hohenzollern-Sigmaringen (26. září 1582, Sigmaringen – 19. září 1625, klášter Iburg) byl německý šlechtic, kardinál a biskup osnabrücký. Byl čtvrtým synem Karla II. Hohenzollerna ze sigmaringenské hraběcí linie a jeho první manželky Euphorosyne von Öttingen-Wallerstein.